# ساوثرين بينيس (كارولاينا الشمالية)
ساوثرين بينيس (بالإنجليزية: Southern Pines town, North Carolina)‏ هي بلدة تقع بولاية كارولاينا الشمالية في الولايات المتحدة. تبلغ مساحتها 44.61 كم2، وترتفع عن سطح البحر 163 م، بلغ عدد سكانها 12,334 نسمة في عام 2010 حسب إحصاء مكتب تعداد الولايات المتحدة وتصل الكثافة السكانية فيها 276.5 نسمة لكل كيلومتر مربع (716.1/ميل2).

## التركيبة السكانية
حدّد مكتب تعداد الولايات المتحدة بيانات التركيبة السكانية لساوثرين بينيس في تعداد الولايات المتحدة. في ما يلي، التركيبة السكانية حسب تعدادي 2000 و2010.

### تعداد عام 2000
بلغ عدد سكان ساوثرين بينيس 10,918 نسمة بحسب تعداد عام 2000، وبلغ عدد الأسر 4,754 أسرة وعدد العائلات 2,905 عائلة مقيمة في البلدة. في حين سجلت الكثافة السكانية 244.7 نسمة لكل كيلومتر مربع (633.8/ميل2). وبلغ عدد الوحدات السكنية 5,488 وحدة بمتوسط كثافة قدره 123 لكل كيلومتر مربع (318.6/ميل2).
وتوزع التركيب العرقي للبلدة بنسبة 70.79% من البيض و26.57% من الأمريكيين الأفارقة و0.36% من الأمريكيين الأصليين و0.66% من الأمريكيين ذوي الأصول الآسيوية و0.07% من سكان جزر المحيط الهادئ و0.80% من الأعراق الأخرى و0.75% من عرقين مختلطين أو أكثر و2.04% من الهسبانيون أو اللاتينيون من أي عرق.
بلغ عدد الأسر 4,754 أسرة كانت نسبة 26.8% منها لديها أطفال تحت سن الثامنة عشر تعيش معهم، وبلغت نسبة الأزواج القاطنين مع بعضهم البعض 44.6% من أصل المجموع الكلي للأسر، ونسبة 14.2% من الأسر كان لديها معيلات من الإناث دون وجود شريك، بينما كانت نسبة 2.3% من الأسر لديها معيلون من الذكور دون وجود شريكة وكانت نسبة 38.9% من غير العائلات. تألفت نسبة 34.1% من أصل جميع الأسر من عدة أفراد يعيشون في نفس المنزل ونسبة 14.5% كانت تتألف من شخص يعيش بمفرده يبلغ من العمر 65 عاماً أو أكثر. وبلغ متوسط حجم الأسرة المعيشية 2.19، أما متوسط حجم العائلات فبلغ 2.79.
بلغ العمر الوسطي للسكان 43.8 عاماً. وكانت نسبة 21.3% من القاطنين تحت سن الثامنة عشر، وكانت نسبة 6.6% بين الثامنة عشر والرابعة والعشرين عاماً، ونسبة 23.4% كانت واقعةً في الفئة العمرية ما بين الخامسة والعشرين والرابعة والأربعين عاماً، ونسبة 21.3% كانت ما بين الخامسة والأربعين والرابعة والستين، ونسبة 22.8% كانت ضمن فئة الخامسة والستين عاماً فما فوق. يوجد لكل 100 أنثى 83.8 ذكر، ويوجد لكل 100 أنثى في الثامنة عشر من عمرها فما فوق 80.5 ذكر.
بلغ متوسط دخل الأسرة في البلدة 38,822 دولارًا، أما متوسط دخل العائلة فبلغ 50,128 دولارًا. وكان متوسط دخل الذكور 35,176 دولارًا مقابل 23,222 دولارًا للإناث. وسجل دخل الفرد الخاص بالبلدة 25,034 دولارًا. وكانت نسبة 11.2% من العائلات ونسبة 14.6% من السكان تحت خط الفقر، وكان من هؤلاء نسبة 23.7% تحت سن الثامنة عشر ونسبة 9.6% في الخامسة والستين من العمر وما فوق.

### تعداد عام 2010
بلغ عدد سكان ساوثرين بينيس 12,334 نسمة بحسب تعداد عام 2010، وبلغ عدد الأسر 5,866 أسرة وعدد العائلات 3,304 عائلة مقيمة في البلدة. في حين سجلت الكثافة السكانية 276.5 نسمة لكل كيلومتر مربع (716.1/ميل2). وبلغ عدد الوحدات السكنية 6,859 وحدة بمتوسط كثافة قدره 153.8 لكل كيلومتر مربع (398.3/ميل2).
وتوزع التركيب العرقي للبلدة بنسبة 71.74% من البيض و23.99% من الأمريكيين الأفارقة و0.60% من الأمريكيين الأصليين و0.84% من الأمريكيين ذوي الأصول الآسيوية و0.06% من سكان جزر المحيط الهادئ و1.35% من الأعراق الأخرى و1.42% من عرقين مختلطين أو أكثر و3.91% من الهسبانيون أو اللاتينيون من أي عرق.
بلغ عدد الأسر 5,866 أسرة كانت نسبة 23.3% منها لديها أطفال تحت سن الثامنة عشر تعيش معهم، وبلغت نسبة الأزواج القاطنين مع بعضهم البعض 40.6% من أصل المجموع الكلي للأسر، ونسبة 13% من الأسر كان لديها معيلات من الإناث دون وجود شريك، بينما كانت نسبة 2.7% من الأسر لديها معيلون من الذكور دون وجود شريكة وكانت نسبة 43.7% من غير العائلات. تألفت نسبة 39.4% من أصل جميع الأسر من عدة أفراد يعيشون في نفس المنزل ونسبة 21.4% كانت تتألف من شخص يعيش بمفرده يبلغ من العمر 65 عاماً أو أكثر. وبلغ متوسط حجم الأسرة المعيشية 2.07، أما متوسط حجم العائلات فبلغ 2.75.
بلغ العمر الوسطي للسكان 47.0 عاماً. وكانت نسبة 20% من القاطنين تحت سن الثامنة عشر، وكانت نسبة 6.6% بين الثامنة عشر والرابعة والعشرين عاماً، ونسبة 20.8% كانت واقعةً في الفئة العمرية ما بين الخامسة والعشرين والرابعة والأربعين عاماً، ونسبة 25.2% كانت ما بين الخامسة والأربعين والرابعة والستين، ونسبة 27.5% كانت ضمن فئة الخامسة والستين عاماً فما فوق. وتوزع التركيب الجنسي للسكان بنسبة 45.1% ذكور و54.9% إناث.

## وصلات خارجية
- الموقع الرسمي